# Estovest
EstOvest è un programma televisivo settimanale di informazione sui paesi dell'Europa dell'Est in onda dal 2002 su Rai 3 al sabato, di tarda mattina inizialmente, e successivamente alla domenica, sempre in tarda mattina, dalle 11:05 alle 11:30.
Il programma, curato dalle redazioni Rai della TGR di Trieste e Bari, ha come scopo una maggiore conoscenza della storia, economia e della cultura dei Paesi dell'Est Europa.

## Storia
La trasmissione nasce nell'anno in cui aderiscono all'Unione europea i Paesi baltici, la Polonia, la Repubblica Ceca, la Slovenia, la Slovacchia e l'Ungheria. Il motto della rubrica è esplorare l'Est per capire l'Ovest. La finalità della trasmissione è, pertanto, quello di studiare i cambiamenti avvenuti nell'Est Europa successivamente alla caduta della cortina di ferro e confrontarla con la realtà occidentale.

## Riconoscimenti
- VII Premio Festival della Televisione Italiana per RAI Radiotelevisione italiana nella categoria Programma di qualità    (Ronchi dei Legionari, Gorizia, 19 luglio 2006).
- VIII Premio Festival della Televisione Italiana – Tv Radio Media per la qualità nei media per la programmazione in proiezione europea  (Roma, 9 luglio 2007).
- Premio Cronista 2007 – Piero Passetti come riconoscimento per servizio “Il diario di Helga Weissowa” andato in onda il 10 e 17 novembre 2006.
- Premio Luchetta Ota D'Angelo Hrovatin edizione 2006. Premio Alessandro Ota per il servizio “Più forte del tempo” di Giampaolo Mauro per le immagini di Marino Macchi.[2]
- Premio Giornalista di Puglia - Michele Campione edizione 2019. Segnalazione nella sezione Sport/Radiotelevisione per il servizio Kosovo: la fabbrica dei campioni di Ludovico Fontana, immagini di Andrea Sivini, montaggio di Paolo Mariani[3] (Bari, 10 marzo 2019).
- Premio USSI (Unione stampa sportiva italiana) "Lo sport e chi lo racconta" 2020. Menzione nella sezione Radio-TV-Foto per il servizio Kosovo: la fabbrica dei campioni di Ludovico Fontana, immagini di Andrea Sivini, montaggio di Paolo Mariani[4]